# ليونيل هيبرت
ليونيل هيبرت (بالإنجليزية: Lionel Hebert)‏ هو لاعب غولف أمريكي، ولد في 20 يناير 1928 في لافاييت في الولايات المتحدة، وتوفي بنفس المكان في 30 ديسمبر 2000.

## وصلات خارجية
- ليونيل هيبرت على موقع إن إن دي بي (الإنجليزية)